# The Plow that Broke The Plains (muziek)
The Plow that Broke the Plains, gecomponeerd door Virgil Thomson is muziek behorende bij de film met dezelfde naam.

## Geschiedenis
In 1936 heeft de toenmalige filmcriticus Pare Lorentz een film mogen maken ter ondersteuning van slachtoffers van extreme droogte in The Great Plains. Destijds was verplicht dat bij elke muziek in ieder geval muziek aanwezig was; de bioscopen waren namelijk net allemaal ingericht om ook geluid weer te geven. Voor de muziek is er onderhandeld met onder meer Roy Harris en Aaron Copland. Beide heren hielden zich daarbij maar een beetje op de vlakte. Men benaderde ook Virgil Thomson; hij was enthousiast en vroeg meteen wat er te verdienen was (500 dollar). Deze directe manier van onderhandelen beviel de filmmakers direct; men wist direct het budget en wist ook meteen door de directe wijze van onderhandelen dat de filmmuziek op tijd klaar zou zijn.

## Muziek
De muziek bij de film sluit niet aan bij de film zelf, zoals dat nu gebruikelijk is. Thomson heeft door een combinatie van hymns en cowboy-liederen een levendige "soundtrack" afgeleverd. Daarbij schuwde hij ironie en sarcasme niet. Droevige beelden worden juist begeleid door levendige muziek en omgekeerd.

De muziek en de bijbehorende gesproken tekst kunnen ook zonder de film uitgevoerd worden. De totale compositie duurt ongeveer 27 minuten. Er bestaan inmiddels twee versies. In de eerste versie begint de film eerst en daarna volgt de muziek; in de vernieuwde versie begint de muziek gelijk met de film.

## VARA-Matinee
In de jaren 90 van de 20e eeuw is de film met live-orkest als onderdeel van de VARA-Matinee uitgevoerd in het Concertgebouw.